# Камчатнов, Александр Михайлович
Алекса́ндр Миха́йлович Камча́тнов (10 февраля 1952, Щёлково, Московская область, СССР — 9 марта 2025, Москва) — российский лингвист, доктор филологических наук, профессор, заведующий кафедрой общего языкознания Московского педагогического государственного университета, заведующий кафедрой русского языка и стилистики Литературного института им. А. М. Горького.

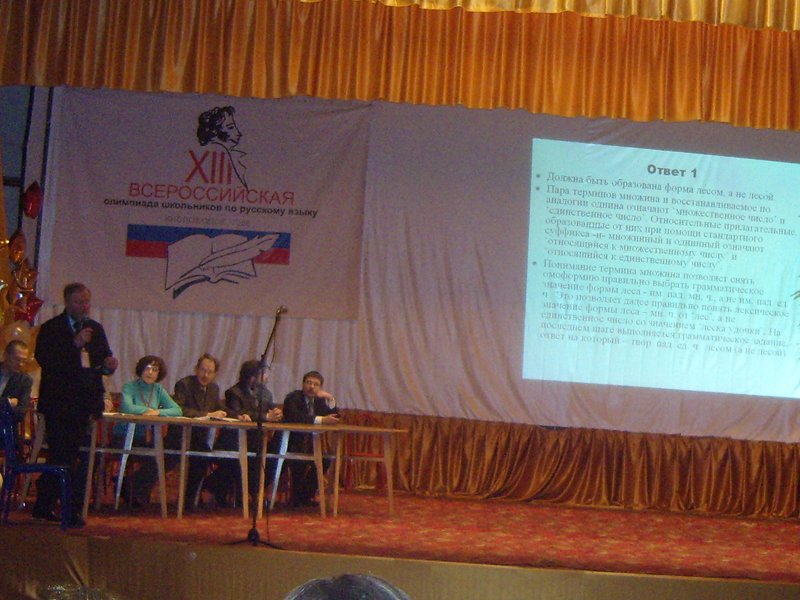
А. М. Камчатнов на разборе заданий XIII Всероссийской олимпиады школьников по русскому языку. Кисловодск, 13 апреля 2008 года

А. М. Камчатнов был членом (в прошлом — председателем) Центральной методической комиссии по русскому языку Всероссийской олимпиады школьников и председателем жюри заключительного этапа Всероссийской олимпиады школьников по русскому языку. Входил в состав редколлегии журнала «Древняя Русь. Вопросы медиевистики».

## Биография
В 1978 году окончил филологический факультет МГУ, а в 1983 году — аспирантуру Института русского языка АН СССР с защитой кандидатской диссертации «Текстология и лексическая вариативность в Изборнике Святослава 1073 г. и его списках» (руководитель — доктор филологических наук Л. П. Жуковская). С 1983 по 1987 год занимал должность ассистента кафедры русского языка и стилистики Московского полиграфического института, с 1987 по 2007 год работал на кафедре общего языкознания МПГУ, пройдя путь от ассистента до профессора. В 1996 году А. М. Камчатнов защитил докторскую диссертацию «Теоретические основы лингвистической герменевтики и опыт её применения к истории славянской Библии» (научный консультант — доктор филологических наук, профессор И. Г. Добродомов).
В июне 2014 года опубликовал на сайте Change.org петицию в Администрацию президента России об отставке ректора МПГУ Алексея Семёнова, в которой негативно оценил проводимые в вузе реформы[значимость факта?].
Супруга — филолог Юлия Борисовна Камчатнова (род. 1956), работала в МПГУ и ПСТГУ.

## Научная деятельность
Научные интересы А. М. Камчатнова связаны с историей русского языка, историей древнерусской письменности, текстологией памятников древнерусской письменности, а также с философией языка.
В кандидатской диссертации «Текстология и лексическая вариативность в Изборнике Святослава 1073 г. и его списках» А. М. Камчатнов существенно откорректировал лингвотекстологический метод исследования памятников письменности, разрабатываемый Л. П. Жуковской; суть корректива в том, что текстология памятника, основанная на анализе лингвистических данных, может не совпадать с текстологией, основанной на структурных и содержательных признаках, что важно учитывать при подходе к памятнику как источнику по истории языка. Не потеряла своего значения часть диссертации, посвящённая анализу философской терминологии Изборника Святослава.
Увлечение энергийно-онтологической философией языка, изучение трудов о. Павла Флоренского, о. Сергия Булгакова и А. Ф. Лосева привело А. М. Камчатнова к попытке превратить эту философию в методологию научного исследования, результатом чего явилась монография «Лингвистическая герменевтика», а применение этой методологии к исследованию языка древнейших славянских переводов библейских текстов нашло своё выражение в докторской диссертации «Теоретические основы лингвистической герменевтики и опыт её применения к истории славянской Библии», позднее опубликованной в виде книги «История и герменевтика славянской Библии».
Поиски истоков русской философии языка обратили внимание А. М. Камчатнова к фигуре адмирала А. С. Шишкова. В ряде статей, а затем и в неопубликованной монографии «Русский древослов Александра Шишкова. Лингвистическое наследие А. С. Шишкова в научном и культурном контексте эпохи» (закончена в 2014 году) показано, что идеи о языке как органоне мысли, орудии понимания и интерпретации действительности впервые в России, а может быть и в Европе, были высказаны Шишковым (однако ввиду многочисленных ошибок в попытках применить эти идеи к анализу языка, а также дурной репутации Шишкова, сформированной его литературными противниками из «Арзамаса», эти идеи не были восприняты научной общественностью).
В 2000 году А. М. Камчатнов по инициативе В. В. Кожинова был приглашён издательством «Согласие» к работе над переводом важнейшего памятника древнерусской письменности — Палеи Толковой по Коломенскому списку 1406 г. Книга, вышедшая в 2002 году (2-е издание 2012 года), представляет собой билингву. При подготовке древнерусского текста А. М. Камчатнов использовал новые (а в сущности, — забытые старые) принципы, когда списки памятника становятся основой для дальнейшей филологической работы, целью которой является издание интегрального текста. Под интегральным текстом понимается такой текст, смысл которого максимально прояснён или проявлен при помощи применения следующих процедур интерпретативного характера: текст разбит на слова, слова под титлами раскрыты, выносные буквы внесены в строку, текст разделён на абзацы и предложения, предложение синтаксически расчленено на его составные части при помощи современных знаков препинания, в тексте произведены необходимые исправления (исправлены путаница букв, пропуск букв, слогов, слов и словосочетаний, повтор слогов и слов, перестановка частей текста, нарушающая логику повествования или рассуждения; из грамматических вариантов выбирается лингвистически правильный, а из лексических тот, который наилучшим образом выражает соответствующий смысл, в необходимых случаях произведена конъектура. Русская часть билингвы представляет собой перевод, или переложение, содержания Палеи на современном русском литературном языке. Перевод сопровождается лингвистическим, историко-культурным, философским и богословским комментарием, в создании которого участвовали В. В. Мильков, Р. А. Симонов, С. М. Полянский, Г. С. Баранкова.
В 2005 году на основе лекций, читанных в течение ряда лет на филологическом факультете МПГУ, А. М. Камчатнов издал учебное пособие «История русского литературного языка», в основу которого были положены и получили некоторое развитие идеи Н. С. Трубецкого и В. В. Виноградова о природе и основных этапах развития русского литературного языка. Книга получила положительную оценку у коллег и принята в качестве основного пособия во многих высших учебных заведениях России. Второе издание книги вышло в 2013 году. В дополнение к учебнику А. М. Камчатнов опубликовал «Хрестоматию по истории русского литературного языка. Памятники X—XIV веков по рукописям X—XVII веков».
С 2013 года основной сферой научных интересов А. М. Камчатнова становится русское историческое словообразование. В ряде статей им подвергнуты критике существующие словообразовательные словари и обоснована необходимость создания историко-словообразовательного словаря русского языка. Совместно с лингвистом Д. Г. Демидовым и специалистом в области информационных технологий А. Ю. Бакшаевым А. М. Камчатнов создал сайт www.drevoslov.ru, представляющий собой постоянно пополняемый историко-словообразовательный словарь русского языка.

### Книги
- Камчатнов А. М., Смирнов А. А. А. П. Чехов: проблемы поэтики. — М., 1986, 2004. — 190 с.
- Камчатнов А. М. История и герменевтика славянской Библии. — М.: Наука, 1998. — 223 с.
- Камчатнов А. М. Лингвистическая герменевтика (на материале древнерусских рукописных источников). — М.: Прометей, 1995. — 168 с. (недоступная ссылка)
- Камчатнов А. М., Николина Н. А. Введение в языкознание: учебное пособие. — М., 1999.
- Русский язык. Всероссийские олимпиады / под ред. А. М. Камчатнова. — М.: Просвещение, 2008. — 205 с. — (Пять колец). — ISBN 978-5-09-017131-1.
- Русский язык. Всероссийские олимпиады. Выпуск 2 / под ред. А. М. Камчатнова. — М.: Просвещение, 2009. — 112 с. — (Пять колец). — ISBN 978-5-09-018402-1.
- Камчатнов А. М. Старославянский язык: Курс лекций. — 5-е изд., испр. и доп.. — М., 2009.
- Камчатнов А. М. История русского литературного языка (учебное пособие). — М.: Академия, 2005. 2-е изд.: М.: Академия, 2013.
- Камчатнов А. М. Русский древослов Александра Шишкова: Лингвистическое наследие А. С. Шишкова в научном и культурном контексте эпохи. — СПб.: Нестор-История, 2018. — 368 с. — ISBN 978-5-4469-1373-2.

### Статьи
- А. А. Потебня и А. Ф. Лосев о внутренней форме слова // Русский филологический вестник. — 1998. — № 1/2.
- Акт номинации и его метафизические предпосылки (по учению о. С. Булгакова и А. Ф. Лосева) // Образ мира и структура целого. Лосевские чтения. Логос. — М., 1999. — № 3.
- Два подхода к реформе правописания // Слова, слова, слова... Межвуз. сб. науч. тр., посв. 65-летию со дня рождения д. ф. н. проф. И. Г. Добродомова. — М. — Смоленск, 2000. — С. 96—100.
- О семантическом словаре древнерусского языка // Древняя Русь. Вопросы медиевистики. — 2000. — № 1.
- Форма аориста рече как знак цитации в древнерусских текстах // Древняя Русь. Вопросы медиевистики. — 2004.